# Portimão
Portimão [puɾtiˈmɐ̃w]ⓘ es una ciudad portuguesa del Distrito de Faro, región del Algarve. El centro de la ciudad está a 2 km del mar y es un centro importante de pesca y turismo.

## Geografía
Es sede de un municipio con 183 km² de área de 59 867 habitantes (2021), subdividido en 3 freguesias. El municipio limita al norte con municipio de Monchique, al este con Silves y Lagoa, al oeste con Lagos y al sur tiene litoral en el océano Atlántico.
Portimão es una ciudad portuguesa que se encuentra en la provincia de Algarve, distrito de Faro. El centro de la ciudad está situado en la orilla del río Arade y a dos kilómetros de la Praia da Rocha (Playa de la Roca), importante centro turístico de la zona occidental del Algarve (Barlovento).

### Playas
La playa más famosa-visitada de Portimão es Praia da Rocha, la más cercana al municipio (integrada en él), aunque también están las bellísimas playas de Alvor y Vau por citar algunas.

### Freguesias
- Alvor
- Mexilhoeira Grande
- Portimão

## Clima
| Parámetros climáticos promedio de Portimão, 1971–2000                               | Parámetros climáticos promedio de Portimão, 1971–2000 | Parámetros climáticos promedio de Portimão, 1971–2000 | Parámetros climáticos promedio de Portimão, 1971–2000 | Parámetros climáticos promedio de Portimão, 1971–2000 | Parámetros climáticos promedio de Portimão, 1971–2000 | Parámetros climáticos promedio de Portimão, 1971–2000 | Parámetros climáticos promedio de Portimão, 1971–2000 | Parámetros climáticos promedio de Portimão, 1971–2000 | Parámetros climáticos promedio de Portimão, 1971–2000 | Parámetros climáticos promedio de Portimão, 1971–2000 | Parámetros climáticos promedio de Portimão, 1971–2000 | Parámetros climáticos promedio de Portimão, 1971–2000 | Parámetros climáticos promedio de Portimão, 1971–2000 |
| Mes                                                                                 | Ene.                                                  | Feb.                                                  | Mar.                                                  | Abr.                                                  | May.                                                  | Jun.                                                  | Jul.                                                  | Ago.                                                  | Sep.                                                  | Oct.                                                  | Nov.                                                  | Dic.                                                  | Anual                                                 |
| ----------------------------------------------------------------------------------- | ----------------------------------------------------- | ----------------------------------------------------- | ----------------------------------------------------- | ----------------------------------------------------- | ----------------------------------------------------- | ----------------------------------------------------- | ----------------------------------------------------- | ----------------------------------------------------- | ----------------------------------------------------- | ----------------------------------------------------- | ----------------------------------------------------- | ----------------------------------------------------- | ----------------------------------------------------- |
| Temp. máx. abs. (°C)                                                                | 21.0                                                  | 24.2                                                  | 26.5                                                  | 29.0                                                  | 32.4                                                  | 37.5                                                  | 37.0                                                  | 37.6                                                  | 37.0                                                  | 31.2                                                  | 26.4                                                  | 23.4                                                  | 37.6                                                  |
| Temp. máx. media (°C)                                                               | 15.9                                                  | 16.6                                                  | 17.8                                                  | 19.7                                                  | 22.2                                                  | 25.3                                                  | 28.4                                                  | 28.8                                                  | 26.3                                                  | 22.9                                                  | 19.0                                                  | 16.6                                                  | 21.6                                                  |
| Temp. media (°C)                                                                    | 12.0                                                  | 12.6                                                  | 13.8                                                  | 15.4                                                  | 17.6                                                  | 20.4                                                  | 22.9                                                  | 23.4                                                  | 21.6                                                  | 18.8                                                  | 15.1                                                  | 12.7                                                  | 17.2                                                  |
| Temp. mín. media (°C)                                                               | 8.2                                                   | 8.6                                                   | 9.9                                                   | 11.1                                                  | 13.0                                                  | 15.6                                                  | 17.5                                                  | 18.0                                                  | 16.9                                                  | 14.7                                                  | 11.3                                                  | 8.8                                                   | 12.8                                                  |
| Temp. mín. abs. (°C)                                                                | -2.0                                                  | -0.6                                                  | 2.5                                                   | 5.0                                                   | 7.3                                                   | 9.2                                                   | 12.0                                                  | 11.6                                                  | 9.5                                                   | 5.3                                                   | 2.3                                                   | 0.5                                                   | -2.0                                                  |
| Lluvias (mm)                                                                        | 62.0                                                  | 51.4                                                  | 47.0                                                  | 42.1                                                  | 25.2                                                  | 5.6                                                   | 1.0                                                   | 2.1                                                   | 18.8                                                  | 62.2                                                  | 94.0                                                  | 116.7                                                 | 528.1                                                 |
| Horas de sol                                                                        | 158.7                                                 | 168.7                                                 | 202.4                                                 | 264.7                                                 | 319.9                                                 | 337.1                                                 | 382.8                                                 | 356.3                                                 | 265.2                                                 | 219.8                                                 | 174.9                                                 | 168.3                                                 | 3018.8                                                |
| Fuente n.º 1: Climate-data.org, IPMA (1971–2000 extremes, 1951–1980 sunshine hours) |                                                       |                                                       |                                                       |                                                       |                                                       |                                                       |                                                       |                                                       |                                                       |                                                       |                                                       |                                                       |                                                       |
| Fuente n.º 2: Portuguese Environmental Agency (precipitación 1985–2021)             |                                                       |                                                       |                                                       |                                                       |                                                       |                                                       |                                                       |                                                       |                                                       |                                                       |                                                       |                                                       |                                                       |

## Demografía
| Gráfica de evolución demográfica de Portimão entre 1900 y 2021 |
|                                                                |
| Datos según el nomenclátor publicado por el INE portugués.     |

## Cultura

### Deportes
En Portimão juega el Portimonense S.C., club de fútbol que milita en la Liga de Honra.
En la ciudad se celebran actualmente numerosos eventos deportivos de alto rango, como el Mundialito de Fútbol playa (a primeros de agosto), el Gran Premio de Motorboating del Algarve (mayo), el Gran Premio de Portugal de Powerboat - P1 (septiembre). En 2008, Portimao ha acogido la salida de la Volta ciclista a Portugal y en septiembre acogerá el Campeonato Mundial de Fórmula Windsurfing. El Autódromo Internacional do Algarve se sitúa cerca de la ciudad.
También se celebra el Gran Premio de Portugal de Fórmula 1.

## Historia
En el municipio de Portimão hay importantes vestigios arqueológicos que comprueban la presencia humana en esta zona desde el Neolítico. Así, en la zona de Alcalar, parroquia de Mexilhoeira Grande, hay una importante necrópolis neolítica, de la cual resta solamente una parte, el monumento “número 7” compuesto por una cámara circular de placas de esquisto, al que se accede por un pasillo, ejemplo de monumentos idénticos que se encuentran en toda la Europa occidental, principalmente en Irlanda. Muy cerca de esta zona, a un kilómetro y medio, hay otra necrópolis en Monte Canelas. Otro vestigio muy importante es una estación arqueológica romana con varias salas y que data de la época de la Romanización. Ésta se encuentra cerca del pueblo de Figueira, zona de Abicada, en la confluencia de dos riberas. También a unos siete kilómetros, en la zona de Coca Maravilhas, fue descubierta una cisterna de este periodo y que se presenta muy bien conservada. Además, en el río Arade se encontraron diversos hallazgos arqueológicos, incluyendo monedas de oro.
Bajo el reinado del rey D. Afonso V (1463) nace Vila Nova de Portimão, rápidamente promovida por el transporte marítimo de la costa africana.
El terremoto de 1755 interrumpe la vida y la economía de la tierra, que solo puede comenzar a recuperarse a finales del siglo XVIII, con el desarrollo del comercio de las nueces (nueces, almendras e higos), del pescado y de la industria conservera arqueológicos dan fe de asentamientos en el Neolítico.

### Neolítico
En la zona de Alcalar hay una necrópolis.

### sigloXX
El 11 de diciembre de 1924 la “Vila Nova de Portimão” cambia de estado y pasa a ciudad de Portimão por el entonces Presidente de la República, Manuel Teixeira Gomes, un hijo nativo.
Portimão ha crecido dando un mayor énfasis a las actividades marítimas, a la industria de conservas y a la construcción de buques. Pero no dejó de lado la cultura de la sal, el comercio de productos rurales, tales como algarrobas, higos y almendras, y las industrias de la madera y del corcho.
Después de la subida y la caída de la industria conservera en las décadas de 60 y 70, la ciudad se desarrolló como destino turístico y cuenta con una amplia gama de hoteles, restaurantes y tiendas.
Así, desde mediados del siglo XX, la ciudad de Portimão se ha caracterizado por el crecimiento del turismo, que fue una contribución importante para el desarrollo de la provincia y de su economía y que sigue siendo hoy en día. Se convirtió en un popular destino de vacaciones debido, principalmente, a sus playas (Rocha, Vau y Alvor) y también es considerada una ciudad de referencia para los amantes de la pesca y de los deportes motorizados.

### Actualidad
El ayuntamiento de Portimão hay organizado eventos de carácter internacional, tales como: “Portimão Dakar”, en 2007; la organización (anual) de una prueba del “Campeonato Mundial de Fórmula1 Power Boat” en lanchas a motor; la organización de varios eventos en el Autódromo Internacional do Algarve, como por ejemplo “Le Mans Series”…
En la actualidad, Portimão es el tercer puerto a nivel nacional, solo por detrás de Lisboa y Funchal, que recibe mayor número de pasajeros de barcos de crucero, mejorando así la calidad turística en una región caracterizada por el turismo de masas. Para el éxito de esta actividad contribuyó, en gran medida, la estrecha colaboración entre el municipio de Portimão y una empresa española Naviera Armas que asegura el tráfico entre Portimão (Portugal Continental) - Funchal (Isla de Madeira, Portugal insular) y las Islas Canarias (comunidad autónoma insular de España).